# Infinito (canal de televisión)
Infinito fue un canal de televisión por suscripción latinoamericano de origen argentino con una programación que consistió en documentales, series, producciones originales y telerrealidad. Durante años, el canal fue conocido con un perfil que abarcaba temáticas orientadas a temas esotéricos como el misterio, las ciencias ocultas, hechos paranormales, temas clasificados como tabú y pseudociencias.

## Historia

### Inicios
El canal fue creado y operado originalmente por la empresa argentina Imagen Satelital del empresario argentino Alberto González, en febrero de 1994. En una primera etapa, el canal intentó ganar un espacio dentro de las señales del género documentalista, sin grandes diferencias conceptuales en términos de su programación.
En 1997, Imagen Satelital y su paquete de señales fueron adquiridos por Cisneros Television Group (que en el año 2000 pasó a llamarse Claxson Interactive Group al fusionarse con Ibero American Media Partners y el portal El Sitio). En septiembre de ese año, el canal empezó a potenciar en el ámbito de las producciones propias, con el ciclo Noches temáticas y, de cara a la Copa Mundial de 1998, Esto es Fútbol, acerca de la historia del torneo. En septiembre de 1998, con el término del programa infantil Recreo Satelital, Infinito pasa a programar ciclos de documentales en el horario de tarde, convirtiéndose en octubre en la primera empresa latinoamericana con un edit box platinum.

### Relanzamiento
Frente a la necesidad de reposicionar el canal y ubicarlo dentro de las marcas líderes, el nuevo propietario del canal reformuló el contenido de la programación y realiza el relanzamiento de la señal el 13 de abril de 1999. En esta nueva etapa, el canal mantiene el formato de documentales pero apuntando a las temáticas que sorprenden e intrigan, que escapan de lo normal, hechos paranormales sin explicación, temas tabú y realidades alternativas que perduran y se potencian en el nuevo milenio.
Frente a esos cambios, Infinito compró programas paranormales de Televisión Nacional de Chile, que ya había vendido al canal cuando su programación era de índole documental. En su primer año como canal paranormal, Infinito tenía dos programas de producción propia acorde a la nueva temática, Zona Infinito y Signos. Con el relanzamiento del canal, Infinito era recibido por 10.415.000 personas en Latinoamérica, oscilando entre los 12 y 64 años de edad. Una gran parte de su audiencia (8.087.000 personas) se encontraba en Argentina.
Afín de potenciar su audiencia en México, en abril del 2000 se tomó la decisión de filmar programas de Zona Infinito en el país, luego de la llegada de la señal a DIRECTV a finales del año anterior, luego de hacer una experiencia en Chile. Para julio se estrena la serie First Wave de manera exclusiva, en la nueva franja Infinito Films & Series. La audiencia del canal incrementó en Brasil, potenciando la creación de programas originales para el país, además de acuerdos con productoras independientes de varios países. En diciembre, la productora colombiana Televideo terminó la producción de un documental de dos partes dedicado a la caída del general Noriega de Panamá, enviada a Infinito, con plazo de emisión para enero del 2001.
Durante el año 2001, Infinito se abre a una nueva apuesta y crea un nuevo espacio dentro de su programación para la producción original, uno de los pilares diferenciales de la marca, teniendo un 25% de producción propia dentro del total de programas ofrecidos. A lo largo de ese año, Infinito incrementa su presencia en México, logrando acuerdos con Sky (600 mil suscriptores), los 298 sistemas representantes de PCTV (1.450.000 suscriptores) y Cablevisión en Distrito Federal (9 millones de suscriptores en toda la región). A partir de agosto de ese año los documentales originales de la franja Hora Infinito pasaron a emitirse por televisión abierta en Canal 7 de Argentina, con el intuito de fortalecer la marca y brindar contenido inédito a audiencias de señal abierta. En el MIPDOC de 2002 en Cannes, se demostró el potencial de vender Hora Infinito a más televisoras abiertas, por los temas llamativos de sus producciones. Con eso, Claxson, con su catálogo de más de 400 horas de documentales propios, lograría vender la franja en un periodo de 52 semanas (un documental por semana) a televisoras interesadas.
A partir de octubre de 2001, Infinito se divide en dos señales, Infinito Sur para Argentina, Paraguay y Uruguay e Infinito Latinoamérica para el resto de la región.
En 2002, Infinito presentó el programa Mundo Infinito, presentado por el actor puertorriqueño Walter Mercado, y grabado en las instalaciones del Hotel Ceasar's Palace en Las Vegas. Con el anuncio del programa en junio de ese año de cara a un posterior evento en Miami el 31 de julio, se grabaron ocho programas, con la previsión de grabar cuatro programas por mes. Ese mismo año, el canal contaba con dos millones de abonados en México, en un país donde la temática paranormal cuadraba bien con la realidad cultural del país. Para fidelizar el público, la agencia creativa de Claxson InJaus anunció una campaña para lanzar el CD Música Infinito como un premio novedoso a los operadores de cable, para seguir ofertando el canal.
De cara a estrategias de Claxson para la temporada 2002/2003, se fijó como meta de la empresa proveer a Infinito el 90% de las producciones propias del grupo, el restante estando reservado a las señales Space y Venus. Para cumprir tales prioridades, los mercados que mostraban más potencial eran México y la península ibérica (donde para esta última estaba prevista su entrada para el año 2003). En diciembre de 2002, Infinito ya estaba apuntado a lanzarse en el mercado hispano de Estados Unidos, lo cual fue alcanzado en abril de 2003 en el paquete hispano de Time Warner Cable en el head-end de Nueva York, alcanzando una audiencia potencial de 1.2 millones de latinos. En septiembre de ese año, el canal llega a la competencia Cablevision, quien firmó un acuerdo con Claxson para dos señales para fortalecer el paquete iO en Español, HTV e Infinito. En Argentina, se firmó un acuerdo con Kier para lanzar la serie de libros Colección Infinito.
En mayo de 2006 el canal entra a Cable Mágico de Perú y ya tenía un contracto vigente con TV Cabo de Portugal, quien lo iba a incorporar a partir de julio de ese año.

### Segundo relanzamiento
En octubre de 2007, Infinito junto con un paquete de otras 6 señales de Claxson Interactive Group fueron adquiridas por Turner Broadcasting System, una de las divisiones de Time Warner (hoy Warner Bros. Discovery).
Desde el 1 de enero de 2009, después de una reestructuración por parte de Turner, el canal abandona la temática y el perfil que manejaba y renueva su contenido, cambiando hacia un nuevo enfoque orientado a la inspiración, el asombro y las enseñanzas de hechos y personas del mundo real que han superado a lo esperable hasta en la ficción, relegando a un segundo plano el formato documental y enfocándose en telerrealidad, series y películas basadas en hechos reales; un cambio radical que fue acompañado por una renovación de imagen institucional, estética y audiovisual.

### Cese de emisiones
Infinito cerró sus emisiones el 10 de marzo de 2015 en Argentina y el 17 de marzo de 2015 en el resto de Latinoamérica, para ser reemplazado por TNT Series. La mayor parte de la programación de Infinito fue trasladada a la señal TruTV.

## Estructura de señales
El canal contaba con 3 señales, una exclusiva para el Atlántico Sur (Argentina, Paraguay y Uruguay), otra para el resto de América y una tercera para los hispanos en Estados Unidos.
- Panregional: Transmitía para todos los países de la región con excepción de los países de las demás zonas. Hora de México y Colombia.
- Sur: Señal disponible en Argentina, Uruguay y Paraguay. Se rige por el horario y regulaciones de Argentina.
- Estados Unidos: Señal para el público hispano dentro de los Estados Unidos, emitía solo programación de Turner y producciones originales del canal.

## Programación
- 1000 maneras de morir
- Cazadores de subastas
- Cazadores de tesoros
- Cheaters
- Condenados por error
- Cosentino
- Crímenes que estremecieron a Gran Bretaña
- Devociones
- Dog, el cazarrecompensas
- Dra. G: Médica Forense
- Drama Total: La venganza de la isla
- El día menos pensado
- El efecto Carbonaro
- El guerrero más letal
- El mejor precio: Chicago
- El método Osmin
- El misterioso mundo de Arthur C. Clarke
- El significado de los sueños
- Esposas de la tribu
- Esta es mi historia
- Excavadores de Tesoros
- Extreme Food
- Extreme Makeover: Home Edition
- Fanboy Confessional
- Frontline
- Ghost Hunters
- Guerra de containers
- Hasta que la muerte nos separe
- Impractical Jokers
- Inquilinos extremos
- La super nadadora
- La última mujer en pie
- Los videos más tontos del mundo
- Maestros marciales
- Misterios no resueltos
- Mujeres tras las rejas
- Operación Rescate
- Parejas asesinas
- Pequeños asesinos
- Pill poppers
- Repo games
- Restauradores
- Rizzoli & Isles
- Survivor: Africa
- Survivor: All-Stars
- Survivor: Marquesas
- Survivor: Palau
- Survivor: Thailand
- Tácticas de terror
- Tattoo Nightmares
- UFO
- Un tonto en el extranjero
- Vanity insanity
- XXL

### Producciones originales
- El precio de la fama
- Expedición
- Testimonios de protagonistas
- Aventuras en el buceo
- Más allá del mañana
- La magia del cine
- Recreo satelital
- Ovnis, verdades y mentiras
- Mundo Infinito
- Zona Infinito
- Casa Infinito
- Guía extraterrestre
- Creencias
- Crimen y redención
- BRIC
- Kirchner: A un año de su muerte
- Vuelo 3142: la tragedia de LAPA
- El representante de Dios
- Efemérides
- Incoming
- Extreme Makeover: Home Edition Latin America
- Huellas
- Misterios Urbanos
- LAPA: veredicto final
- Confesiones de un sicario
- La decisión equivocada
- Cuerpos sin edad
- ¿Qué edad tiene tu cuerpo?
- 26 personas para salvar al mundo
- Adictos
- El último hombre en pie
- 21 gramos

## Bloques de programación
- Terror Infinito
- Noche de Sábado
- Sábados sin control
- Documentales de Infinito
- Especiales de Infinito
- Infinito Complots
- Infinito Místico
- Infinito Insólito
- Infinito Oculto
- Infinito Paranormal
- Infinito Original
- Infinito Alternativo
- Infinito Ovni
- Infinito Esotérico
- Infinito Films
- Infinito Asombro
- Infinito Good For You
- Infinito Inspiración
- Infinito Crimen
- Infinito Docs
- Infinito Complot

## Épocas del canal

### Locutores
- Diego Guerrero: 1997-2009
- Jaime Alfredo Núñez: 2009-2015[37]

### Eslóganes
- 1994-1995: 24 horas de documentales.
- 1995-1996: El primer canal latinoamericano de documentales.
- 1997: Señal del nuevo milenio.
- 1998: Experimenta lo desconocido.
- 1999-2003: Existe otra realidad y solo un canal te la muestra / Existe otra realidad.
- 2004-2008: Abre tu mente.
- 2009-2015: Realidad que supera la ficción.